# Gunung Seuyat-uyat
Gunung Seuyat-uyat är ett berg i Indonesien.   Det ligger i provinsen Aceh, i den västra delen av landet, 1 600 km nordväst om huvudstaden Jakarta. Toppen på Gunung Seuyat-uyat är 2 285 meter över havet.
Terrängen runt Gunung Seuyat-uyat är bergig åt sydost, men åt nordväst är den kuperad.Runt Gunung Seuyat-uyat är det mycket glesbefolkat, med 5 invånare per kvadratkilometer. Det finns inga samhällen i närheten. I omgivningarna runt Gunung Seuyat-uyat växer i huvudsak städsegrön lövskog.